# Seleção Britânica de Polo Aquático Masculino
A Seleção Britânica de Polo Aquático Masculino representa a Grã-Bretanha em competições internacionais de polo aquático.

## Títulos e desempenho
- Jogos Olímpicos (4): 1900, 1908, 1912, 1920[2]
- Campeonato Mundial: 15º lugar (1975)

## Ligações Externas
- «Sítio oficial» (em inglês)